# 埃内斯托·莱库奥纳
埃内斯托·莱库奥纳·卡萨多（西班牙語：Ernesto Lecuona y Casado，西班牙語發音：[eɾˈnesto leˈkwona]；1896年8月7日—1963年11月29日），古巴作曲家，钢琴家。11岁开始作曲，16岁就在哈瓦那一所音乐学校任教。1916年赴美举行钢琴独奏会，获得好评，后又到欧洲各地演出。回国后他致力于创作舞曲，同时也写了许多古典音乐作品。卡斯特罗上台后流亡国外，卒于加那利群岛。莱库奥纳是最著名的古巴作曲家之一，他的钢琴作品是古巴舞曲节奏与欧洲和声的完美结合。创于1929年伦巴舞曲《西波涅》（Siboney）也是他的代表作品之一。